# 斯普林克里克鎮區 (愛荷華州泰馬縣)
斯普林克里克鎮區（英語：Spring Creek Township）是位於美國愛荷華州泰馬縣的一個行政鎮區。

## 地方資料
根據2010年美國人口普查的數據，斯普林克里克鎮區的面積為92.80平方千米，當中陸地面積為92.38平方千米，而水域面積為0.42平方千米。當地共有人口1305人，而人口密度為每平方千米14.06人。